# Antoni Czermiński
Antoni Czermiński herbu Wieniawa (zm. przed 15 czerwca 1729 roku) – kasztelan małogoski w 1706 roku, stolnik sandomierski w 1706 roku.
W 1718 roku został wyznaczony senatorem rezydentem.